# Hotel d’Angleterre (Berlin)

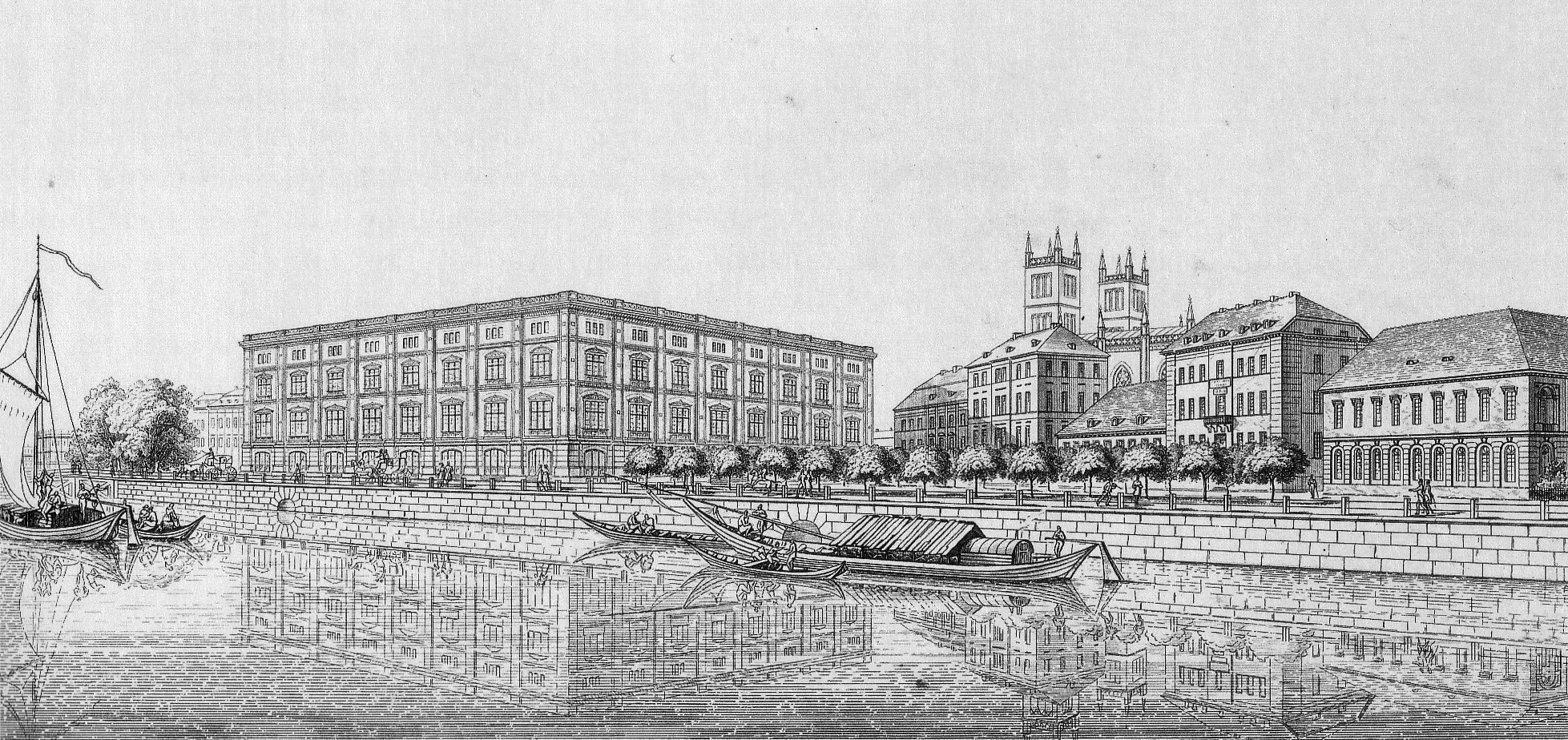
Der Platz an der Bauakademie 1831. Von r. n. l.: Kommandantur, Hotel de Russie, Vorgängerbau des Hotel d’Angleterre. Links: die Bauakademie von Schinkel. Im Hintergrund: die Türme der Friedrichswerderschen Kirche.

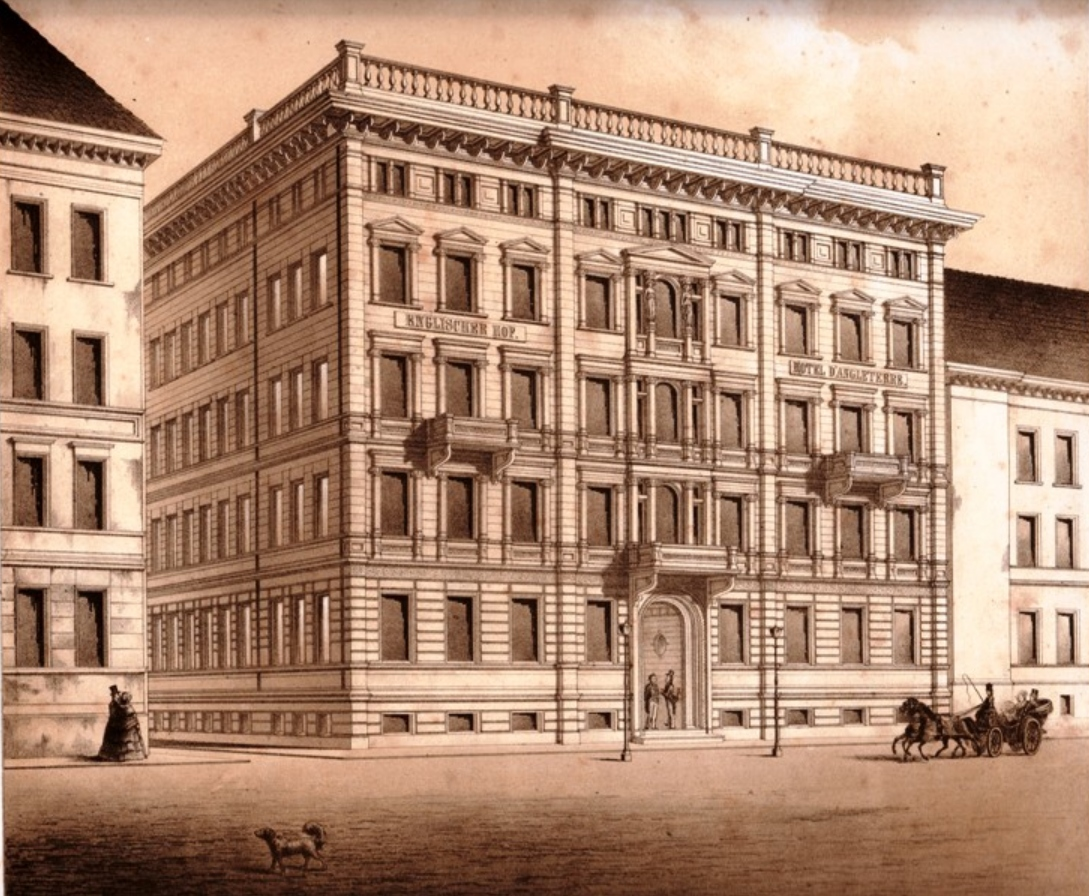
Das Hotel d’Angleterre am Platz an der Bauakademie in Berlin, 1859. Architekturzeichnung von Eduard Titz.

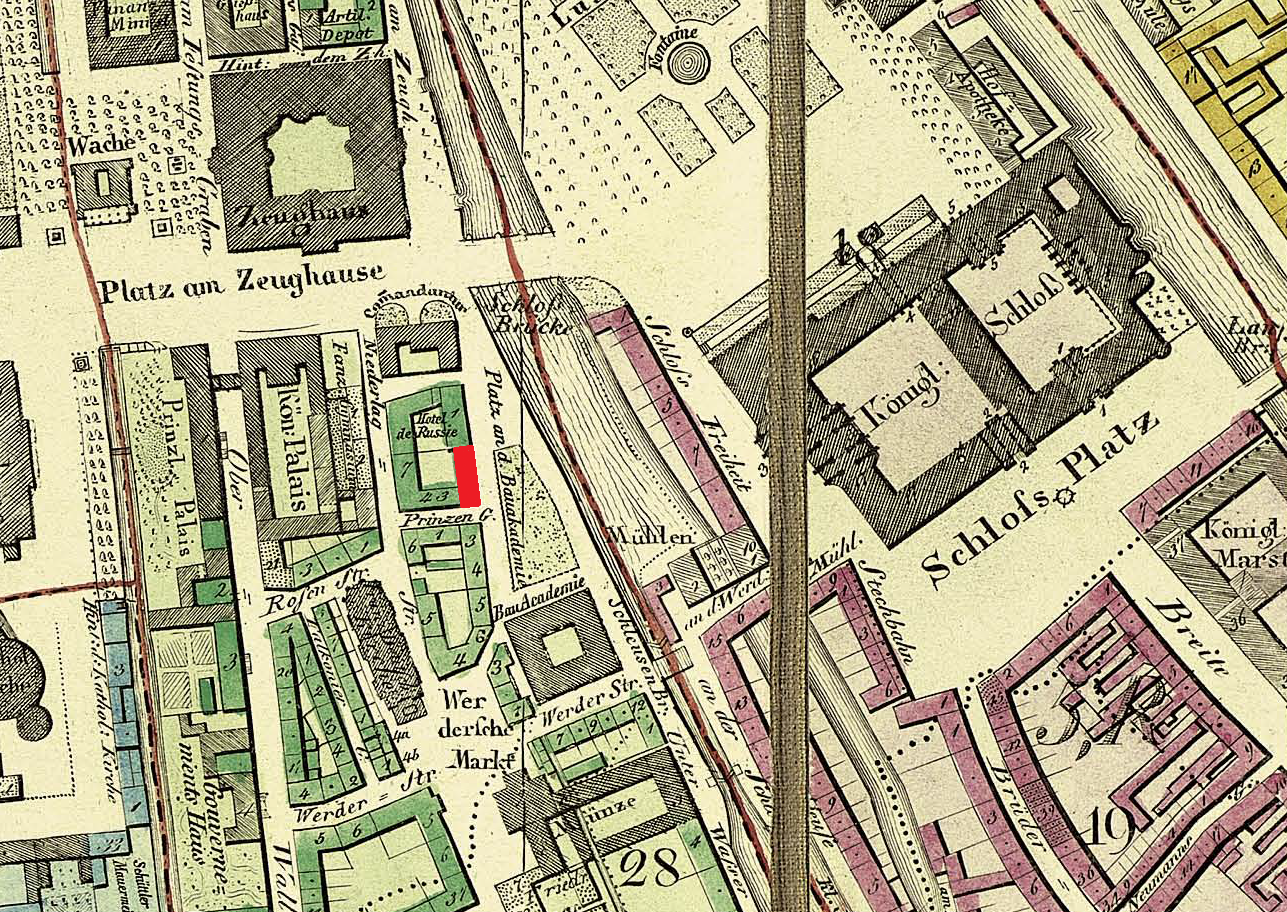
Das Hotel d’Angleterre lag am Schinkelplatz in Berlin. Ausschnitt aus dem Berlin-Plan von Selter, 1846.

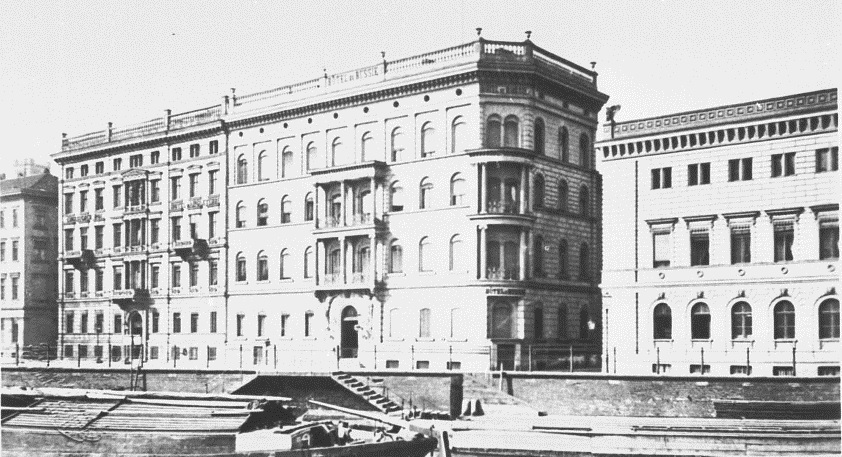
Das Hotel d’Angleterre (links) und das Hotel de Russie (Mitte) am Platz an der Bauakademie (Schinkelplatz) in Berlin. Rechts: die Kommandantur, Unter den Linden.

Das Hotel d’Angleterre (auch Englischer Hof genannt) war im 19. Jahrhundert ein erstklassiges Hotel in der preußischen (später deutschen) Hauptstadt Berlin. Es lag unweit des Berliner Stadtschlosses am Platz an der Bauakademie (später Schinkelplatz genannt) mit der Hausnummer 2. Das Hotel wurde 1857/58 unmittelbar neben dem bereits bestehenden Hotel de Russie (Platz an der Bauakademie Nr. 1) errichtet. Beide Hotels wurden 1894/95 abgerissen und durch ein Bankverwaltungsgebäude ersetzt.

## Ein gesuchtes Hotel
In dem Berlin-Führer von Robert Springer wird das Hotel d’Angleterre 1861 unter den erstklassigen Berliner Hotels aufgelistet. Ebenso bei Kapp in seinem Berlin-Führer von 1869, in dem Hotel als „sehr gesucht“ beschrieben wird.

## Eine privilegierte Lage
Zu dieser Zeit war der sogenannte „Alte Packhof“ (ein geschäftiges Zolllager, das sich bis 1832 auf der gegenüberliegenden Straßenseite erstreckt hatte) längst abgerissen und durch den repräsentativen Schinkelplatz ersetzt worden, an dem die von Karl Friedrich Schinkel erbaute Bauakademie lag. Dadurch eröffnete sich von der Straße an der Bauakademie (wie die alte Niederlagstraße jetzt genannt wurde) ein reizvoller Blick auf die (ebenfalls von Schinkel erbaute, mit prächtigen Statuen geschmückte) neue Schlossbrücke sowie auf die Häuser der Schlossfreiheit vor dem Berliner Stadtschloss und auf das Schloss selbst.
Der Architekt des Neubaus des Hotels d’Angleterre, Eduard Titz, beschreibt die Lage des neuen Hotels 1859 so:
„Das Gebäude, im schönsten Theil Berlins gelegen, gewährt von der nahen Schloßbrücke aus gesehen einen äußerst imposanten Anblick. Aus den Fenstern der Logirzimmer hat man eine prachtvolle Aussicht auf die großartigen Umgebungen des Hotels, dessen Lage für den Fremdenverkehr überhaupt als eine sehr glückliche bezeichnet werden kann.“
Noch der Baedeker weist 1887 ausdrücklich auf die „vortreffliche Lage“ des Hotels hin.

## Verkauf an eine Bank
Zu Beginn der 1880er Jahre begann die Bank für Handel und Industrie sich für die Lage am Schinkelplatz zu interessieren. Sie erwarb zunächst das Haus am Schinkelplatz Nr. 3 und mietete das Haus Schinkelplatz Nr. 4. 1890 war sie auch Eigentümer der Grundstücke Nr. 1 (Hotel de Russie) und Nr. 2 (Hotel d’Angleterre). Sie ließ beide Hotelgebäude 1894/95 abreißen und durch ein großes, sich über beide Grundstücke erstreckendes Bankverwaltungsgebäude ersetzen.

## Neue Standorte
Der Betrieb des Hotel d’Angleterre bestand jedoch zunächst weiter. Er siedelte in ein Gebäude in der Friedrichstraße Nr. 191 über, wo das Hotel 1896 unter dem Direktor A. Tuchenhagen wieder eröffnet wurde (1900: Direktor P. Häring). In seiner neuen Lage befand sich das Hotel, dessen Gebäude dem  Regierungsrat H. Höpner gehörte, an der Kreuzung der Friedrichstraße mit der Kronenstraße in einer Stadtumgebung, die touristisch über deutlich geringere Reize verfügte als der vorherige Standort.
Nach einem weiteren Umzug wurde der Hotelbetrieb 1906 in der Kochstraße Nr. 75 weitergeführt. Das Gebäude, in dem das Hotel d’Angleterre zu dieser Zeit untergebracht war, gehörte dem Kaufmann Ch. Eisenberg. Der Inhaber des Hotelbetriebs war Friedrich Krawatzki. Offensichtlich bewährte sich auch dieser Standort nicht. 1909 ist das Hotel d’Angleterre nicht mehr im Branchenverzeichnis des Berliner Adressbuchs eingetragen.

## Der damalige Standort heute
Das an der Stelle des Hotelgebäudes von 1858 am Schinkelplatz errichtete Bankverwaltungsgebäude, das später die Danat-Bank (Darmstädter- und Nationalbank) nutzte, wurde nach deren Konkurs von der Bank für Deutsche Industrieobligationen (später: Deutsche Industriebank) übernommen, wurde im Zweiten Weltkrieg durch Bombenangriffe der Alliierten stark beschädigt und später für den Neubau des Außenministeriums der DDR abgerissen. Nach dessen Abbruch blieb das Gelände zwischen der Friedrichswerderschen Kirche und der Musterfassade der Bauakademie sowie der wiedererrichteten Kommandantur an der Straße Unter den Linden längere Zeit eine Grünfläche. Zwischen 2007 und 2008 wurde der Schinkelplatz umfassend rekonstruiert und ab 2013/14 bis 2018 am Rand des Platzes Wohn- und Bürohäuser errichtet. Die Bauakademie soll ebenfalls rekonstruiert werden.